# Хаустов, Дмитрий Станиславович
Дмитрий Станиславович Хаустов (род. 28 марта 1988 года, Москва) — российский популяризатор философии и литературы, лектор.

## Биография
Родился 28 марта 1988 года в Москве.
В 2009 году окончил Институт Массмедиа РГГУ (квалификационная работа — «„Олимпия“ Лени Рифеншталь как прообраз современного спортивного репортажа», специалист).
С 2013 года читает публичные лекции по философии и литературе.
В 2014 году закончил философский факультет РГГУ (квалификационная работа «Эпифания как центральное понятие эстетической теории Джеймса Джойса», специалист, с отличием).
С 2018 года входит в редколлегию веб-зина о современном искусстве и теории SPECTATE.

### Аудиолекции
- 2014−2015 — «Лекции по философии постмодерна»[5]
- 2018 — «Постмодерн. Пять вариаций»[6]
- 2018−2019 — «Введение в политическую философию»[7]
- 2019 — «Делез и Гваттари в пяти вариациях»[8]
- 2019 — «Тёмные Теории, или Философия после постмодерна»[9][10]
- 2018−2020 — «Лекции по психоанализу»[11]
- 2020 — «Модернизм: туда и обратно»[12]
- 2020 — «Философия Мишеля Фуко»[13]

### Книги
- 2017 — «Битники: Великий Отказ, или Путешествие в поисках Америки» ISBN 978-5-386-10028-5
- 2018 — «Буковски: Меньше, чем ничто» ISBN 978-5-386-10918-9
- 2018 — «Лекции по философии постмодерна» ISBN 978-5-386-10531-0
- 2019 — «Опасный метод. 5 лекций по психоанализу» ISBN 978-5-386-12282-9
- 2019 — «Невинные инквизиторы. Джордж Оруэлл и политическая антропология» ISBN 978-5-386-13447-1
- 2020 — «Берроуз, который взорвался»[14] ISBN 978-5-6044581-0-5

### Другие проекты
- Аллен Гинзберг. Вопль. Кадиш. Стихотворения 1952—1960. — СПб.: Подписные издания, 2021 (вступительная статья, комментарии)